# Les Décalés du cosmos
Les Décalés du cosmos (Tripping the Rift) est une série télévisée d'animation canadienne en 39 épisodes de 23 minutes créée par Chuck Austen et Chris Moeller, produite par CinéGroupe, et diffusée entre le 4 mars 2004 et le 13 décembre 2007 sur Sci Fi Channel aux États-Unis et à partir du 6 avril 2004 sur Space au Canada.
Au Québec, elle est diffusée à partir du 11 septembre 2004 sur Télétoon, en France depuis le 3 décembre 2005 sur Sci Fi et sur NRJ 12, et en Belgique sur Plug RTL.

## Synopsis
Cette série parodique (de Star Trek et Star Wars essentiellement) met en scène les mésaventures du capitaine Ardillon et de son équipage, pour le moins hétéroclite, à bord de leur vaisseau, le Jupiter 42.

## Personnages
- Ardillon Francis McBite (Chode McBlob) : C'est le capitaine du vaisseau Jupiter 42. Ardillon est un extraterrestre violet avec des taches vertes, pourvu de trois yeux et de quatre tentacules. Il est obsédé par le sexe, malhonnête, égocentrique, radin et paresseux. Il traite très mal les membres de son équipage. N'étant pas en accord avec ceux de son espèce, notamment en ce qui concerne le travail, il s'est enfui de sa planète natale et voyage dans l'espace. Il a un frère jumeau de qui il a été séparé à la naissance et qui règne sur la planète Muldavia. Son prénom comme son nom a une connotation sexuelle. Son deuxième nom nous est dévoilé dans l'épisode 4 saison 2.

- Sixe : De son véritable nom Six de Neuf, c'est une androïde à l'apparence féminine extrêmement sexy (avec des seins animés), programmée pour être « esclave sexuelle ». Elle est en effet capable de simuler plusieurs milliers d'orgasmes dans plusieurs centaines de langues. Cependant, elle occupe sur le vaisseau le poste d'officier scientifique, grâce à une modification de son programme réalisée par Gus, l'ingénieur. Bien qu'étant un androïde, Sixe est (avec Gus) le personnage le plus intelligent du vaisseau. C'est également sans aucun doute celle qui possède le plus de sens moral. Son nom est une référence au personnage de la série Star Trek: Voyager, Seven of Nine et à la position sexuelle 69.

- Técha Mabroute (T'nuk) : C'est le pilote du vaisseau. Extraterrestre à l'apparence peu attrayante, Técha a trois seins, quatre pattes, un tempérament bien trempé et un grand intérêt pour le sexe. Elle a été choisie pour ce poste car elle est la seule à contrôler Bob, l'ordinateur du vaisseau. Ses disputes avec Ardillon sont fréquentes. Son Nom de famille nous est dévoilé dans l’épisode 10 de la saison 3 quand Gus l’appelle pour témoigner en faveur d'Ardillon. Bien qu'étant considérée comme extrêmement laide et acariâtre par la quasi-totalité de l'équipage de son vaisseau et de l'univers sur sa planète d'origine elle est considérée comme très belle.

- Gus : C'est un robot-esclave efféminé qui occupe le poste d'ingénieur à bord du vaisseau. Beaucoup plus intelligent que les autres membres d'équipage excepté Sixe, il est pourtant obligé de les servir car dans cet univers les êtres non organiques sont inférieurs à toutes les créatures organiques, quelles qu'elles soient. Tous les échecs qu'il a encaissés en raison de l'incompétence de ses supérieurs l'ont rendu cynique, peu serviable et névrosé. Son apparence et sa voix sont directement inspirés du robot C-3PO  dans Star Wars. Souvent pointé du doigt pour être homosexuel, ce qu'il dément formellement malgré les apparences.

- Flip (Whip) : Extraterrestre reptilien d'une espèce réputée pour sa paresse, c'est le chef d'équipe du vaisseau. Ses seuls désirs : ne rien faire, tester toutes les bières de l'univers et avoir des relations sexuelles avec Six. La raison qui lui a permis d'intégrer l'équipage est qu'il est le neveu d'Ardillon. C'est un adolescent de 16 ans.

- Bob (Spaceship Bob) : C'est l'ordinateur de bord du vaisseau. Souffrant d'agoraphobie, obsédé sexuel, il est sujet à la panique, la plupart du temps à des moments inopportuns. Seules les insultes de Técha parviennent à lui faire reprendre le contrôle.

- Dark Bobo (Darph Bobo) : C'est le chef suprême des Sales Clowns. Il veut prendre contrôle de l'univers parce qu'on (et notamment Ardillon) s'est moqué de lui quand il était petit. Il a une femme (une mégère) Bérénice, et une fille adolescente, Babette. Il est souvent vu avec des soldats en armure blanche - une parodie des stormtrooper de Star Wars. Il est une parodie de Dark Vador, et comme lui, a un sabre laser rouge, une armure noire et peut utiliser ses pouvoirs de Clown comme la Force.

- Capitaine Adam (Captain Adam) : C'est le capitaine d'un vaisseau de la Confédération. Il ressemble à Al Gore. Il a pour femme (une autre mégère) Nancy et un fils adolescent nommé Adam 12.

- Bérénice Bobo: Épouse de Darph Bobo, cette femme assez grosse et antipathique ne cesse de traiter son mari comme un moins que rien. Insultes et coups physiques font partie du quotidien de ce couple. Son mari répète souvent à Bérénice qu'il ne l'a épousée que parce qu'elle était enceinte de sa fille. Bérénice veut également faire l'amour avec son mari mais celui-ci dit que ce n'est possible « qu'avec beaucoup de porno et un pistolet au laser sur sa tempe ».

## Pilote (1998)
1. Pilote (Love and Darph) (deux versions avec différents dialogues pour Sixe)

### Première saison (2004)
1. Dieu est notre pilote (God Is Our Pilot)
2. Mutilation Ball (Mutilation Ball)
3. Miss Galaxie 5000 (Miss Galaxy 5000)
4. Le Contaminateur des rues (Sidewalk Soiler)
5. Le Diable et un dénommé Webster (The Devil and a Guy Named Webster)
6. Robots au rebut (Totally Recalled)
7. 2001, l'odyssée de l'espèce (2001 Space Idiocies)
8. Érections présidentielles (Power to the Peephole)
9. Le Raté et l'héritier (Nature vs. Nurture)
10. Des extraterrestres, des flingues et un macaque (Aliens, Guns & A Monkey)
11. Émasculons Ardillon (Emasculating Chode)
12. L'amour est plus fort que tout (Love Conquers All… Almost)
13. Un amour d'androïde (Android Love)

### Deuxième saison (2005)
1. Flip superstar (Cool Whip)
2. Tu veux la mettre où ? (You Wanna Put That Where?)
3. Chérie, j'ai réduit l'équipage (Honey, I Shrunk the Crew)
4. Vaisseau fantôme (Ghost Ship)
5. La Revanche de Benito (Benito's Revenge)
6. Tous pour rien (All for None)
7. Ardillon extrême (Extreme Chode)
8. Roswell (Roswell)
9. Petit papa clown (Santa Clownza)
10. Ardillon et Bobo, les rois de la soirée (Chode and Bobo's High School Reunion)
11. Créatures Palooza (Creaturepalooza)
12. L'Expérience de mort imminente d'Ardillon (Chode's Near-Death Experience)
13. Sixe, mensonges et vidéo (Six, Lies and Videotape)

### Troisième saison (2007)
1. Skankenstein (Skankenstein)
2. Éliminons Ardillon (Chode Eraser)
3. Dette astronomique (To eBay or Not to eBay)
4. 23 ½ (23 ½)
5. Conditions de vol (The Need for Greed)
6. Rira bien qui rira le dernier (Chuckles Bites the Dust)
7. Mais où est donc Ardillon ? (Hollow Chode)
8. Témoin désespéré (Witness Protection)
9. Les Aventuriers du */@?#!" de trésor (Raiders of the Lost Crock)
10. Tel père tel fils (The Son also Rises)
11. Transformation extrême (Extreme Take-over)
12. Général, au garde à vous ! (Battle of the Bulge)
13. La Fête à tout prix (Tragically Whip)

## Distribution

### Voix québécoises (saisons 1 et 2)
- Élise Bertrand : Sixe
- Daniel Picard : Bob, l'ordinateur de bord
- Marc Bellier : Capitaine Ardillon
- Daniel Lesourd : Gus, le robot
- Martin Watier : Flip
- Johanne Garneau : Techa
- Jean-Luc Montminy : Dark Bobo

 Source et légende : version québécoise (VQ) sur Doublage.qc.ca

### Voix françaises (saison 3)
- Frédérique Bel : Sixe
- Tristan Petitgirard : Gus

Version française
- - Direction artistique : Marc Saez[7]

## Commentaires
- La série est déconseillée aux moins de 12 ans en France, aux moins de 18 ans au Canada et aux États-Unis et aux moins de 16 ans[8] au Québec.
- À partir de la saison 3, Frédérique Bel a doublé le personnage de Sixe. Au cinéma ou à la télévision, la comédienne a également prêté sa voix pour Les Lascars (Manuela Lardu), Toy Story 3 (Barbie) ou la saga Arthur et les Minimoys (Rose Suchot)[9].